# Moisés Arias
Moisés Arias (født 18. april 1994) er en amerikansk teenageskuespiller, bedst kendt for sin rolle som Rico i Disney Channelserien Hannah Montana. Han er vært for sit eget show Moises Rules!.